# 중산신도시
중산신도시는 대한민국 경상북도 경산시에 위치한 도시다.

## 같이 보기
- 경산시